# Buc (Territoire de Belfort)
Buc – miejscowość i gmina we Francji, w regionie Burgundia-Franche-Comté, w departamencie Territoire de Belfort.
Według danych na rok 1990 gminę zamieszkiwały 284 osoby, a gęstość zaludnienia wynosiła 116 osób/km² (wśród 1786 gmin Franche-Comté Buc plasuje się na 469. miejscu pod względem liczby ludności, natomiast pod względem powierzchni na miejscu 994.).

## Nazwy historyczne
- Bures – miasto po raz pierwszy pojawia się w dokumentach z roku 1196
- Bus – 1229
- Birr lub But – 1347
- Bû – 1427
- Buc – obecna nazwa pojawia się w dokumentach z 1462 i 1533 roku.